# Marcin Klatt
Marcin Klatt (ur. 4 maja 1985 w Poznaniu) – polski piłkarz, grający na pozycji napastnika.
Marcin Klatt rozpoczynał piłkarską karierę w Lechu Poznań, w którego barwach zadebiutował w Ekstraklasie. Po zakończeniu sezonu 2002/2003 nie zgodził się na podpisanie pięcioletniego kontraktu, co spowodowało, że odszedł do Kujawiaka Włocławek. W nowym zespole szybko wywalczył sobie miejsce w podstawowym składzie, a swoją wysoką skutecznością pomógł mu wywalczyć pierwszy, historyczny awans do drugiej ligi.
W 2005 odszedł do Legii Warszawa, z którą zdobył mistrzostwo Polski w sezonie 2005/2006, jednak grał sporadycznie, ponieważ przez pół roku leczył kontuzję zerwania więzadeł krzyżowych przednich w kolanie. W lipcu został wypożyczony do Korony Kielce, w której wystąpił w trzech meczach, po czym został wyrzucony z powodu podejrzenia prowadzenia samochodu pod wpływem alkoholu i w konsekwencji niestawienia się na zbiórkę przed wyjazdem na spotkanie z Pogonią Szczecin.
Następnie był zawodnikiem Zawiszy Bydgoszcz (2), gdzie prezesem był jego ojciec, oraz ŁKS-u Łódź. W obu klubach nie potrafił jednak odnaleźć swojej formy strzeleckiej. W 2008 podpisał kontrakt z Wartą Poznań, w której początkowo również raził nieskutecznością. Pod koniec sezonu 2008/2009 zaczął jednak regularnie zdobywać gole, a w rundzie jesiennej kolejnych rozgrywek stanowił o sile swojego zespołu – w 17 meczach strzelił 10 bramek. W styczniu 2010 został zawodnikiem Pogoni Szczecin.
Grał regularnie w reprezentacji Polski do lat 21, w której występował u boku przyszłych reprezentantów kraju, m.in. Pawła Brożka czy jego brata Piotra. W lipcu 2005 zagrał w meczu kadry B z Austrią, w którym precyzyjnym strzałem z pola karnego strzelił gola i ustalił wynik meczu na 2:0.

## Życie prywatne
Marcin Klatt urodził się 4 maja 1985 w Poznaniu jako syn Wojciecha i Renaty. Jego ojciec, napastnik w hokeju na trawie, w reprezentacji Polski rozegrał 111 meczów i strzelił 17 goli. Następnie był grającym trenerem oraz prezesem Startu Gniezno. Później związany był z żużlem oraz piłką nożną jako dyrektor Kujawiaka Włocławek, a następnie prezes Zawiszy Bydgoszcz (2). We wrześniu 2006 został zatrzymany przez wrocławskich policjantów pod zarzutem korupcji w polskiej piłce nożnej.
Matka Klatta również czynnie uprawiała sport – była koszykarką. Rodzice zawodnika nie wywierali nań żadnych nacisków, więc już jako dziecko chciał zostać piłkarzem, choć co prawda ciągnęło go do tego, aby w przyszłości być żużlowcem. Jeździł kiedyś na motocyklu, jednak matka nie pozwoliła mu na większe zaangażowanie się w ten sport.

## Kariera klubowa

### Lech Poznań (2002–2003)
Marcin Klatt rozpoczynał piłkarską karierę w Lechu Poznań, do którego na pierwsze treningi zaczął uczęszczać w 1993 w wieku ośmiu lat. W jego barwach 9 kwietnia 2003 zadebiutował w Ekstraklasie w zremisowanym bezbramkowo wyjazdowym spotkaniu z Wisłą Płock, w którym na boisku przebywał przez ostatnie 10 minut. Do końca sezonu 2002/2003 dostał szanse zaprezentowania swoich umiejętności w jeszcze sześciu innych meczach. W każdym z nich pojawiał się na placu gry w drugiej połowie, a w pojedynku z Wisłą Kraków, który kończył ligowe rozgrywki, zagrał najdłużej. Lech uplasował się w tabeli na 11. miejscu.

### Kujawiak Włocławek (2003–2005)
Latem 2003 nie porozumiał się z działaczami poznańskiej drużyny w sprawie przedłużenia kontraktu (nie chciał zgodzić się na pięcioletnią umowę) i odszedł do trzecioligowego Kujawiaka Włocławek. Z Lechem zawarł słowną umowę, że jeśli rozwinie swoje umiejętności, to wróci. Pod koniec 2003 wyjechał na Wyspy Brytyjskie, gdzie przez tydzień trenował w dwóch angielskich klubach – Fulham oraz Southampton. Celem wyjazdu było pokazanie się przed angielskimi menadżerami, którzy oglądali jego oraz kilkunastu innych młodych piłkarzy. Po powrocie do Polski, strzelając 16 goli, został najskuteczniejszym zawodnikiem Kujawiaka. Poprowadził swój zespół do awansu do drugiej ligi. Latem 2004 zainteresowanie zawodnikiem wyraziły Legia Warszawa, Lech Poznań i Wisła Płock, która szukała młodego i perspektywicznego pomocnika dla Ireneusza Jelenia.
W swoim pierwszym, historycznym meczu w drugiej lidze Kujawiak pokonał Świt Nowy Dwór Mazowiecki 1:0 po gola Klatta. Do końca sezonu młody napastnik utrzymywał wysoką formę strzelecką. Zapewnił zwycięstwo swojemu zespołowi w spotkaniu z między innymi RKSem Radomsko. Gdy w październiku doznał kontuzji, Kujawiak grał słabiej. Absencja Klatta w pucharowym meczu w Łodzi z ŁKS-em oraz w pojedynku z Ruchem w Chorzowie skończyła się dwiema porażkami zespołu prowadzonego przez Piotra Tyszkiewicza. Piłkarz w jednym spotkaniu potrafił udowodnić, że dobrze gra głową, umiał także uderzyć z dystansu. Każde jego dojście do piłki w polu karnym stanowiło zagrożenie. Ostatecznie rozgrywki zakończył z trzynastoma golami na koncie, które dały mu piąte miejsce w klasyfikacji najlepszych strzelców (koronę króla strzelców zdobył wówczas Grzegorz Piechna).

### Legia Warszawa (2005–2006)
Latem 2005 zainteresowane piłkarzem były Cracovia i Korona Kielce, zaś menadżer Groclinu Grodzisk Wielkopolski, Jerzy Kopa, był umówiony z Kujawiakiem i zawodnikiem na rozmowy w sprawie podpisania kontaktu. Mimo to został zawodnikiem Legii Warszawa, z którą związał się pięcioletnią umową i w której miał zostać następcą Marka Saganowskiego (latem 2005 Saganowski odszedł do Vitória SC za 600 tys. euro). W stołecznym zespole zadebiutował w meczu z Arką Gdynia. W trzeciej ligowej kolejce Legia pokonała na wyjeździe GKS Bełchatów 3:0, a Klatt, który na boisku pojawił się w 22 minucie, strzelił wszystkie trzy bramki (zdobywając tego hat tricka miał 20 lat trzy miesiące i jeden dzień, co dawało mu wówczas czwarte miejsce w klasyfikacji najmłodszych graczy, którzy w polskiej Ekstraklasie zdobyli w jednym meczu trzy gole). Sześć dni po zwycięstwie nad GKS-em Klatt po raz pierwszy wystąpił w europejskich pucharach – zagrał w spotkaniu z FC Zürich. Mimo udanego początku nie potrafił na dłużej zagościć w podstawowym składzie, a w październiku doznał kontuzji (zerwanie więzadeł krzyżowych przednich w kolanie), która wykluczyła go z występów na długi okres. Do gry powrócił dopiero w jednym z kwietniowych meczów rezerw w trzeciej lidze. Następnie zagrał w dwóch spotkaniach pierwszego zespołu, z Wisłą Płock oraz Zagłębiem Lubin. Po wygranym pojedynku z Górnikiem Zabrze, rozegranym w przedostatniej kolejce, Legia zapewniła sobie tytuł mistrza Polski. W czerwcu stołeczny klub zadecydował o wypożyczeniu Klatta do innego klubu.

### Korona Kielce (2006)
W czerwcu 2006 zainteresowanie nim wyrazili działacze Korony Kielce i w lipcu piłkarz trafił do świętokrzyskiego klubu na zasadzie rocznego wypożyczenia. Kielecki zespół, w przypadku dobrej postawy napastnika, zapewnił sobie jego prawo pierwokupu i podpisanie trzyletniej umowy. W nowym zespole zadebiutował 6 sierpnia w zremisowanym bezbramkowo meczu z Wisłą Płock. Następnie zagrał w pojedynkach z Lechem Poznań i Wisłą Kraków. Pod koniec sierpnia kierowany przez niego peugeot 307 w godzinach nocnych wpadł w ogrodzenie jednej z posesji przy ulicy Rajtarskiej w Kielcach. Klatt stwierdził, że nie mógł wyjechać, bo auto się zakleszczyło. Zostawił więc samochód i poszedł do domu. Z policją spotkał się rano i powiedział jej, że nad ranem wypił dwa piwa, bo był zdenerwowany. Cztery razy zbadano go alkomatem. Pierwsza próba o godzinie 7:30 wykazała promil alkoholu, kolejna o 7:45 było nieco wyższa, dwie pozostałe malejące. Następnego dnia kielecki klub zawiesił go w prawach zawodnika i rozwiązał z nim kontrakt. Rzecznik Korony Maciej Topolski stwierdził, że „niedopuszczalnym zachowaniem jest już to, że spowodował stłuczkę i uciekł z miejsca zdarzenia. A jeśli nawet okaże się, że pił rano, to rozładowywanie przez zawodnika, sportowca, stresu w ten sposób jest karygodne”. Piłkarz nie wrócił jednak do Legii, ponieważ stołeczny zespół nie chciał mieć u siebie zawodnika, którego zachowanie, według Jarosława Ostrowskiego, członka zarządu, było skandaliczne.

### Zawisza Bydgoszcz (2) (2006–2007)
Po odejściu z Korony i braku możliwości powrotu do Legii wyraził chęć gry w Zawiszy Bydgoszcz (2) – klubie, który w przerwie zimowej sezonu 2005/2006 przeniósł swoją siedzibę z Włocławka (Kujawiak Włocławek) do Bydgoszczy i w którym jego ojciec był wówczas prezesem. W Zawiszy zadebiutował w przegranym 0:1 meczu z Miedzią Legnica, w którym na boisku pojawił się w drugiej połowie, zmieniając Adama Majewskiego. W spotkaniu następnej kolejki z ŁKS Łomża zagrał od pierwszych minut, a w 45 strzelił gola, który przypieczętował zwycięstwo jego klubu 3:1. Później wystąpił jeszcze w trzech innych pojedynkach, a w meczu na szczycie z Jagiellonią Białystok został ukarany przez sędziego czerwoną kartką. Po zakończeniu rundy jesiennej, po której Zawisza był wiceliderem drugiej ligi, klub został – na znak protestu przeciwko złu i korupcji w polskim futbolu – wycofany z rozgrywek. Klatt miał początkowo przejść do Unii Janikowo, ale ostatecznie nie podpisał kontraktu z trzecioligowym zespołem, ponieważ przepisy nie pozwalały wówczas na grę w trzech klubach w jednym sezonie, przez co rundę wiosenną sezonu 2006/2007 spędził jako zawodnik niezrzeszony. Trenował również z Pogonią Szczecin.

### ŁKS Łódź (2007–2008)
Pod koniec maja 2007 rozpoczął treningi z Warta Poznań. Jej dyrektor sportowy Zbigniew Śmiglak stwierdził, że jeżeli klub awansuje do drugiej ligi, to napastnik będzie występował w poznańskim zespole. Pomimo wywalczenia promocji przez Wartę Klatt został piłkarzem ŁKS-u Łódź, z którym związał się roczną umową. Po podpisaniu kontraktu stwierdził, że miał również wiele innych ofert jednak to w ŁKSie chce odbudować formę, którą prezentował w Legii. W łódzkim klubie zadebiutował 28 lipca w meczu z Odrą Wodzisław Śląski. Na boisku pojawił się w 60 minucie, a do 88 jego zespół prowadził 2:0. W ciągu stu sekund stracił jednak dwa gole i ostatecznie zremisował 2:2. Przez następne dwa ligowe mecze nie mógł wywalczyć sobie miejsca w podstawowym składzie, ponieważ w ataku występował Ensar Arifović. Pierwszą szansę zagrania od początku dostał w pojedynku czwartej kolejki, w którym ŁKS zmierzył się w warszawską Legią. Klatt wystąpił przez 68 minut, jednak nie potrafił pokonać bramkarza rywali. Jego słaba dyspozycji strzelecka w pierwszym zespole powodowała, że grał również w drużynie Młodej Ekstraklasy. W jednym ze spotkań młodego zespołu, rozegranym w sierpniu przeciwko Cracovii, strzelił dwie bramki, lecz mimo to ŁKS przegrał 2:3. We wrześniu wystąpił również w meczu z Zagłębiem Lubin, w którym strzelił honorowego gola. Po zakończeniu rundy jesiennej nowy trener łódzkiej drużyny, Mirosław Jabłoński, stwierdził, że klubowi najbardziej potrzebny jest skuteczny napastnik, ponieważ Klatt i Arifović zawiedli.
W listopadzie 2007 zainteresowanie piłkarzem po raz kolejny wyraziła Warta Poznań. Trener tego klubu, Bogusław Baniak, powiedział, że dobrze by było, gdyby Wartę zasilali piłkarze z wielkopolskimi korzeniami (Klatt urodził się w Poznaniu). W lutym 2008 dyrektor sportowy ŁKS-u, Marek Chojnacki, stwierdził, że trenerzy łódzkiego zespołu biorą Klatta pod uwagę, w budowie drużyny na rundę wiosenną. Sam piłkarz po powrocie ze zgrupowania w Turcji nie ukrywał tego, że chce odejść. 22 lutego napastnik wystąpił przez ostatnie 9 minut ligowego meczu z Jagiellonią Białystok, który ŁKS bezbramkowo zremisował. W doliczonym czasie miał dobrą okazję do zdobycia zwycięskiego gola. Do bramki miał trzy metry, jednak źle uderzył piłkę i ta wyleciała poza boisko. Po spotkaniu na jego prośbę rozwiązano z nim kontrakt.

### Warta Poznań (2008–2009)

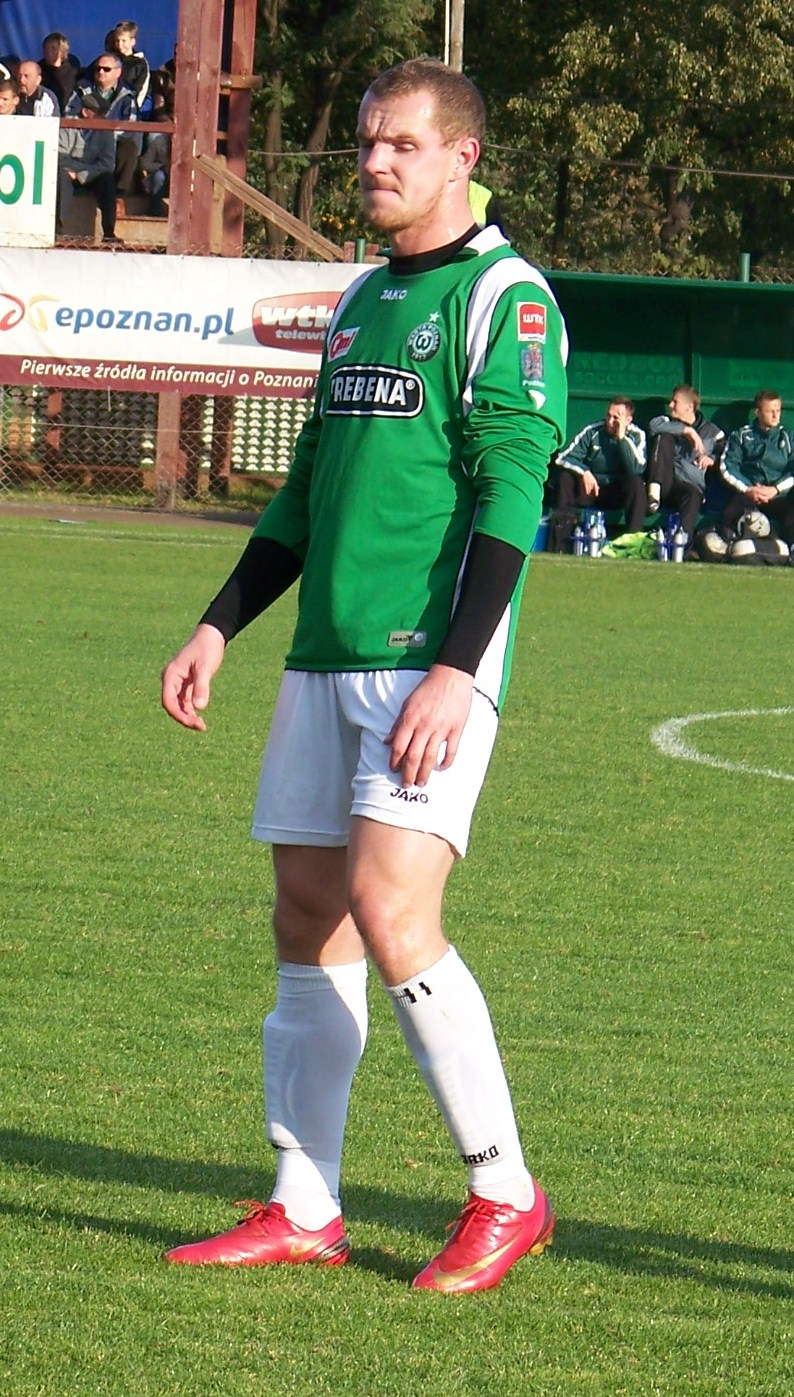
Marcin Klatt podczas meczu Warty Poznań z Zagłębiem Lubin w I lidze.

Po rozwiązaniu umowy z ŁKS-em trafił do Warty Poznań. Przed rozpoczęciem rundy wiosennej w drugiej lidze doznał lekkiej kontuzji i poprosił trenera Bogusława Baniaka o kilka dni wolnego na wyleczenie urazu. Ligowe rozgrywki Warta rozpoczęła od derbów wielkopolski, czyli spotkania z Turem Turek. Miał w nim nie zagrać, ponieważ rolę wysunięte napastnika miał pełnić Paweł Iwanicki. Piłkarz wystąpił jednak od początku, lecz nie wyróżnił się niczym szczególnym. W 71. minucie został zmieniony przez Damiana Pawlaka, a brutalny mecz zakończył się bezbramkowym remisem. W kolejnym pojedynku z Wisłą Płock Klatt opuścił murawę w 9. minucie z powodu kontuzji. Poprzez uraz musiał pauzować przez ponad miesiąc. Treningi rozpoczął w połowie kwietnia, zaś gotowość do gry zgłosił na mecz z Lechią Gdańsk, w którym zagrał przez ostatnie pięć minut. Na ostatnie kilka spotkań wrócił do podstawowego składu, jednak nie strzelił żadnego gola. Warta na koniec sezonu zajęła w tabeli czternaste miejsce i utrzymała się w drugiej lidze.
Oficjalne występy w sezonie 2008/2009 rozpoczął od meczu ze Stalą Stalowa Wola, w którym na boisku pojawił się w drugiej połowie, zmieniając w 66 minucie Pawła Iwanickiego. Wniósł dużo do gry – po faulu na nim czerwoną kartkę otrzymał obrońca rywali Jacek Maciorowski. Wyrównane spotkanie zakończyło się zwycięstwem Warty, która po dwóch golach Filipa Burkhardta wygrała 2:1. Od pojedynku następnej kolejki z Podbeskidziem Bielsko–Biała Klatt wrócił do podstawowego składu, a w meczu z Turem Turek strzelił w barwach Warty pierwszego gola. Następnie zdobył dwie bramki w spotkaniu przeciwko GKSowi Katowice. Bramkarza rywali, Jacka Gorczycę, pokonał w 76. i 78. minucie, czym wyprowadził swój zespół na prowadzenie. Piłkarze GKS-u zdołali jednak pod koniec wyrównać i pojedynek zakończył się remisem 3:3. Trzy dni później strzelił gola głową w meczu pucharu Polski z Huraganem Morąg. Trzecioligowy zespół doprowadził później do wyrównania i był bliski sprawienia sensacji, jednak w dogrywce Marcin Wojciechowski zapewnił awans Warcie. W 1/16 poznański klub przegrał 0:2 z Ruchem Chorzów i odpadł z rozgrywek (Klatt wystąpił w tym meczu przez pełne 90 minut). Jesienią doznał lekkiej kontuzji i nie mógł po niej wrócić do normalnej formy. Rozpoczął więc indywidualne treningi, ze swoim prywatnym trenerem, kolegą jeszcze z czasów gry w Kujawiaku, Leszkiem Chybiakiem. Po porannych, półtoragodzinnych zajęciach grał również w tenisa i squasha. W styczniu 2009 wystąpił ze swoim klubem na charytatywnym turnieju na rzecz Wielkiej Orkiestry Świątecznej Pomocy, w którym został wybrany najlepszym zawodnikiem. W rundzie wiosennej początkowo nie zachwycał swoją grą oraz nie był skuteczny, jednak w ostatnich pięciu meczach strzelił pięć goli, w tym dwa w spotkaniu z Flotą Świnoujście, zaś cały sezon zakończył z dorobkiem 9 trafień na swoim koncie. Warta, która do rundy wiosennej, mogła nie przystąpić z powodu kłopotów finansowych, uplasowała się na koniec rozgrywek na 10. miejscu w tabeli.
W czerwcu 2009 rozpoczął poszukiwania nowego klubu za granicą. Przebywał na testach w grającym w 2. Bundeslidze Karlsruher SC, z którym trenował, jednak nie zagrał w sparingu i wrócił do Polski, gdzie podpisał nowy kontrakt z Wartą Poznań. W inauguracyjnym meczu sezonu 2009/2010 poznański zespół spotkał się z Motorem Lublin. Warta wygrała 4:1, zaś trzy gole zdobył Klatt. 29 sierpnia strzelił bramkę w meczu z KSZO Ostrowiec Św. Poznańska drużyna odniosła wówczas swoje najwyższe zwycięstwo w historii występów na zapleczu ekstraklasy – wygrała 6:0. Do końca rundy jesiennej wraz z doświadczonym Piotrem Reissem tworzył skuteczny duet napastników. Razem strzelili 21 goli, czym w dużym stopniu przyczynili się do zajęcia przez Wartę dziewiątego miejsca po 19 ligowych kolejkach.

### Pogoń Szczecin (2009–2011)
W grudniu 2009 chęć pozyskania zawodnika wyraziła Pogoń Szczecin i wkrótce Klatt uzgodnił z nią warunki kontraktu oraz przeszedł badania medyczne. Umowa została jednak podpisana dopiero w styczniu, ponieważ działacze Pogoni czekali, aż jego kontrakt z Wartą wygaśnie i Klatt zostanie wolnym zawodnikiem. Po transferze piłkarz przyznał, że miał również oferty z Jagiellonii Białystok oraz Korony Kielce, jednak wybrał ofertę szczecińskiego klubu, ponieważ działacze tej drużyny bardzo poważnie podeszli do sprawy jego przejścia do ich zespołu.

## Reprezentacja Polski U–21
Do reprezentacji Polski U–21 po raz pierwszy Klatt został powołany latem 2004, gdy był zawodnikiem Kujawiaka Włocławek. Zadebiutował w niej 10 lipca, w towarzyskim spotkaniu z Ukrainą, w którym wyszedł w podstawowym składzie. W 59 minucie został zastąpiony przez Klaudiusza Ząbeckiego, a wcześniej otrzymał żółtą kartkę. Polacy wygrali 1:0 po golu Karola Gregorka. W sierpniu został desygnowany przez trenera Władysława Żmudę na mecz z Danią, który miał być ostatnim sprawdzianem przed pojedynkiem eliminacji młodzieżowych mistrzostw Europy z Anglią. Kilka dni przed rozpoczęciem spotkania Duńska Federacja Piłkarska poinformowała, że z powodu rozpoczynającego się strajku piłkarzy ich drużyna nie przyjedzie do Polski. W zaistniałej sytuacji zespół do lat 21 rozegrał 17 sierpnia sparingowy mecz z Dyskobolią Grodzisk Wielkopolski, w którym Klatt wystąpił od 11. minuty, kiedy to zmienił Karola Gregorka, zaś Polska kadra zwyciężyła 1:0 po bramce Piotra Brożka z podania Grzegorza Wojtkowiaka.
Pod koniec sierpnia 2004 został powołany na mecz eliminacji młodzieżowych mistrzostw Europy z Anglią. Zgrupowanie przed pojedynkiem kolidowało z terminem ligowego spotkania Kujawiaka z MKSem Mława. Działacze włocławskiego klubu chcieli nawet przełożyć mecz, ale na takie rozwiązanie nie zgodzili się rywale. W trakcie wrześniowego zgrupowania Polacy rozegrali sparingowy pojedynek z drużyna złożoną z piłkarzy pszczyńskich zespołów. W pierwszej połowie rywalami podopiecznych trenera Władysława Żmudy był grający w piątej lidze zespół Iskry Pszczyna, a w drugiej drużyna występująca pod nazwą Hotel Imperium. Klatt w spotkaniu nie zagrał, zaś Polska kadra młodzieżowa wygrała 10:0. W meczu z Anglikami Klatt wystąpił przez ostatnie osiem minut, zaś Polacy przegrali 1:3.
W październiku zagrał przez ostatni kwadrans w meczu z Austrią, który Polacy wygrali 3:0, a hat tricka zdobył Paweł Brożek. W listopadzie wystąpił w zremisowanym 1:1 spotkaniu z Niemcami. Do końca eliminacji Klatt jeszcze kilka razy powoływany był na spotkania. Polska drużyna młodzieżowa ostatecznie zajęła w tabeli grupy 6 trzecie miejsce i nie wywalczyła promocji do turnieju głównego, rozegranego w Portugalii. W lipcu 2005 został desygnowany na pojedynek drugiej reprezentacji z Austrią. Na boisko wszedł w 68. minucie za Pawła Brożka, a cztery minuty później precyzyjnym strzałem z pola karnego zdobył gola, ustalając wynik na 2:0.

## Statystyki
| Klub                 | Sezon              | Liga               | Liga  | Liga   | Puchar kraju | Puchar kraju | Europa | Europa | Puchar Ekstraklasy | Puchar Ekstraklasy | Suma  | Suma   |
| Klub                 | Sezon              | Liga               | Mecze | Bramki | Mecze        | Bramki       | Mecze  | Bramki | Mecze              | Bramki             | Mecze | Bramki |
| -------------------- | ------------------ | ------------------ | ----- | ------ | ------------ | ------------ | ------ | ------ | ------------------ | ------------------ | ----- | ------ |
| Lech Poznań          | 2002/2003          | Ekstraklasa        | 7     | 0      | 0            | 0            | –      | –      | –                  | –                  | 7     | 0      |
| Lech Poznań          | Ogólnie            | Ogólnie            | 7     | 0      | 0            | 0            | 0      | 0      | 0                  | 0                  | 7     | 0      |
| Kujawiak Włocławek   | 2003/2004          | III liga           |       | 16     |              |              | –      | –      | –                  | –                  |       | 16     |
| Kujawiak Włocławek   | 2004/2005          | II liga            | 31    | 13     | 2            | 0            | –      | –      | –                  | –                  | 33    | 13     |
| Kujawiak Włocławek   | Ogólnie            | Ogólnie            |       | 29     |              |              | 0      | 0      | 0                  | 0                  |       | 29     |
| Legia Warszawa       | 2005/2006          | Ekstraklasa        | 9     | 4      | 0            | 0            | 1      | 0      | –                  | –                  | 10    | 4      |
| Legia Warszawa       | Ogólnie            | Ogólnie            | 9     | 4      | 0            | 0            | 1      | 0      | 0                  | 0                  | 10    | 4      |
| Korona Kielce        | 2006/2007 j        | Ekstraklasa        | 3     | 0      | 0            | 0            | –      | –      | –                  | –                  | 3     | 0      |
| Korona Kielce        | Ogólnie            | Ogólnie            | 3     | 0      | 0            | 0            | 0      | 0      | 0                  | 0                  | 3     | 0      |
| Zawisza Bydgoszcz SA | 2006/2007 j        | II liga            | 5     | 1      | 0            | 0            | –      | –      | –                  | –                  | 5     | 1      |
| Zawisza Bydgoszcz SA | Ogólnie            | Ogólnie            | 5     | 1      | 0            | 0            | 0      | 0      | 0                  | 0                  | 5     | 1      |
| ŁKS Łódź             | 2007/2008          | Ekstraklasa        | 12    | 0      | 2            | 0            | –      | –      | 4                  | 0                  | 18    | 0      |
| ŁKS Łódź             | Ogólnie            | Ogólnie            | 12    | 0      | 2            | 0            | 0      | 0      | 4                  | 0                  | 18    | 0      |
| Warta Poznań         | 2007/2008 w        | II liga            | 10    | 0      | 0            | 0            | –      | –      | –                  | –                  | 10    | 0      |
| Warta Poznań         | 2008/2009          | I liga             | 30    | 9      | 2            | 1            | –      | –      | –                  | –                  | 32    | 10     |
| Warta Poznań         | 2009/2010 j        | I liga             | 17    | 10     | 1            | 1            | –      | –      | –                  | –                  | 18    | 11     |
| Warta Poznań         | 2011/2012          | I liga             | 18    | 3      | 0            | 0            | –      | –      | –                  | –                  | 18    | 3      |
| Warta Poznań         | 2012/2013 w        | I liga             | 5     | 0      | 0            | 0            | –      | –      | –                  | –                  | 5     | 0      |
| Warta Poznań         | Ogólnie            | Ogólnie            | 80    | 22     | 3            | 2            | 0      | 0      | 0                  | 0                  | 83    | 23     |
| Pogoń Szczecin       | 2009/2010 w        | I liga             | 8     | 3      | 2            | 0            | –      | –      | –                  | –                  | 10    | 3      |
| Pogoń Szczecin       | 2010/2011          | I liga             | 21    | 3      | 1            | 0            | –      | –      | –                  | –                  | 22    | 3      |
| Pogoń Szczecin       | 2011/2012 j        | I liga             | 2     | 0      | 1            | 0            | –      | –      | –                  | –                  | 3     | 0      |
| Pogoń Szczecin       | Ogólnie            | Ogólnie            | 31    | 6      | 4            | 0            | 0      | 0      | 0                  | 0                  | 35    | 6      |
| Kolejarz Stróże      | 2013/2014 j        | I liga             | 2     | 0      | 1            | 0            | –      | –      | –                  | –                  | 3     | 0      |
| Kolejarz Stróże      | Ogólnie            | Ogólnie            | 2     | 0      | 1            | 0            | 0      | 0      | 0                  | 0                  | 3     | 0      |
| Ogólnie w karierze   | Ogólnie w karierze | Ogólnie w karierze | 180   | 62     | 12           | 2            | 1      | 0      | 4                  | 0                  | 197   | 64     |